# Doddridge County
Doddridge County är ett county i norra delen av delstaten West Virginia, USA. År 2010 hade countyt 8 202 invånare. Den administrativa huvudorten (county seat) är West Union. 

## Geografi
Enligt United States Census Bureau har countyt en total area på 830 km². 830 km² av den arean är land och 0 km² är vatten. 

### Angränsande countyn
- Wetzel County - nord
- Harrison County - öst
- Lewis County - sydost
- Gilmer County - syd
- Ritchie County - väst
- Tyler County - nordväst

### Städer och samhällen
- West Union